# Assassino
Assassino – singel francuskiej piosenkarki Amandy Lear wydany w 1984 roku.

## Ogólne informacje
Tytuł utworu w języku włoskim oznacza „Morderca”. Piosenka została nagrana w dwóch wersjach: włoskiej i angielskiej. Jest utrzymana w dyskotekowym stylu, charakterystycznym dla lat 80. Singel wydano w formie krążka 7- jak i 12-calowego. Na stronie B każdej umieszczono włoską piosenkę „Stato d’allarme”. Piosenka nie promowała żadnego albumu, dopiero w 2005 roku wydano ją na kompilacji Forever Glam!.

## Teledysk
Twórcą teledysku do piosenki „Assassino” był włoski reżyser Mauro Bolognini. Wideoklip zawiera sceny, w których Amanda Lear występuje topless.

## Lista ścieżek
- 7" single[2]

1. „Assassino” – 4:05
2. „Stato d’allarme” – 3:55

- 12" single[3]

1. „Assassino” – 6:02
2. „Assassino” (Instrumental) – 5:38